# Graupen

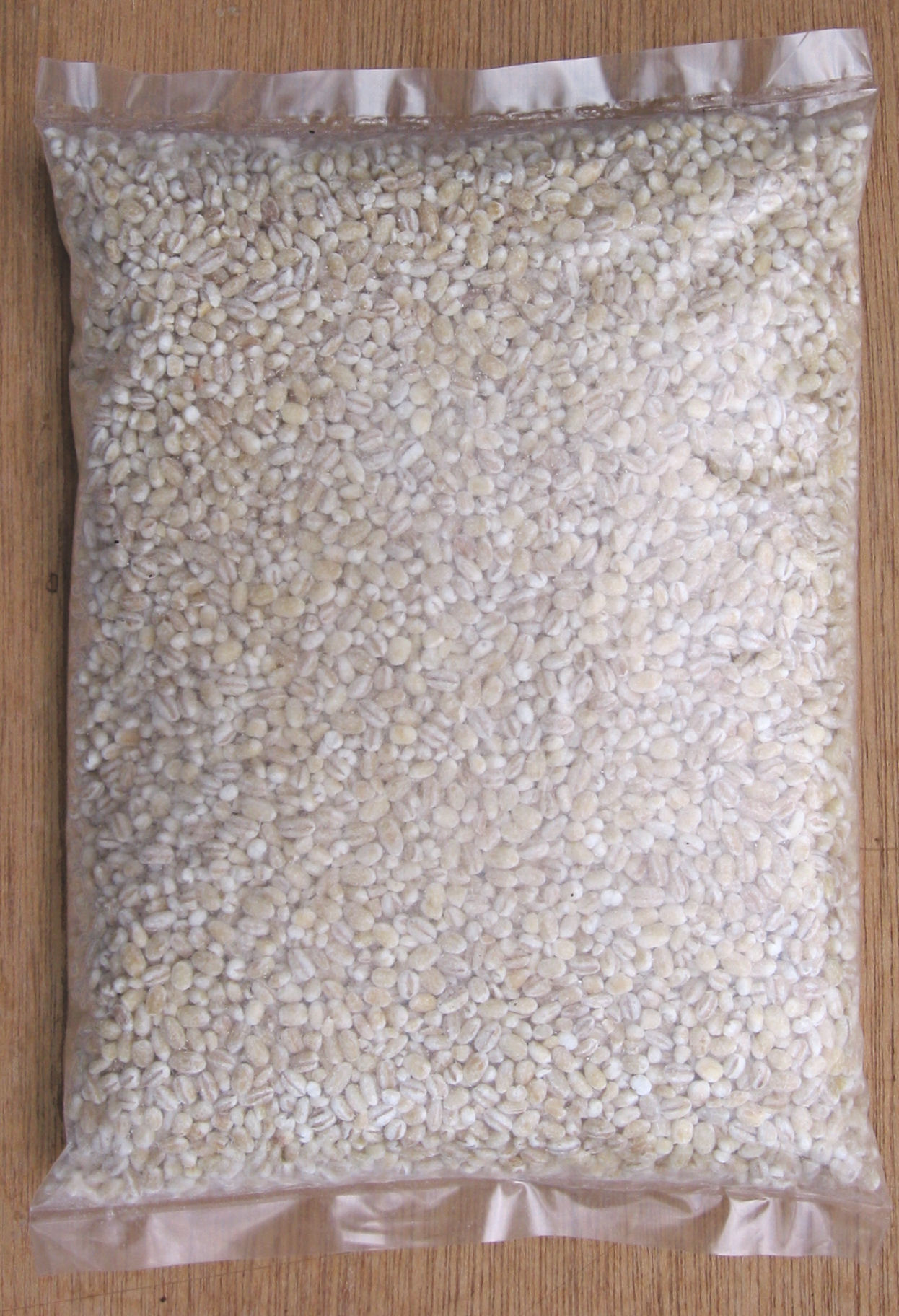
Graupen im Kochbeutel

Graupen (seit dem 17. Jahrhundert belegt; vermutlich aus dem slawischen krupa für „Graupe, Grütze, Hagelkorn“), auch Gräupchen, Roll- oder Kochgerste genannt, sind ein Nährmittel aus geschälten, polierten Gersten- oder Weizenkörnern von runder, halb- oder länglich-runder Form.
Mitunter werden manche Nudelausformungen auch als „Graupen“ bezeichnet. Hierbei handelt es sich um Weizen- bzw. Hartweizenprodukte.

## Herstellung und Sorten
Graupen lassen sich in Schälmühlen durch Schleifen von ganzen Körnern im Graupengang herstellen. Durch das Schälen werden die Randschichten des Korns und der Keimling entfernt, weshalb Graupen kein Vollkornprodukt darstellen und daher im Rahmen der Vollwerternährung nicht empfohlen werden. Sie enthalten jedoch mehr Ballaststoffe als beispielsweise weißer Reis und haben einen vergleichsweise hohen Nährstoffgehalt. Durch einen Parboiling-Prozess – ähnlich wie beim Reis – kann der Mineralstoff- und Vitamingehalt (im Vergleich zum geschälten Korn) um 50–80 % erhöht werden, wenn die äußere Schicht danach nicht wieder abgeschliffen wird. Wird Weizen nach dem Parboiling und Schälen anschließend zu Grütze geschnitten, nennt man das Produkt Bulgur.
Nach ihrer Größe werden die Graupen eingeteilt in: extragrobe, grobe, mittlere, feine und extrafeine Graupen. Um die Form zu unterscheiden, gibt es A-Graupen (rund), B-Graupen (halbrund) und C-Graupen (länglich). Als „feinste Qualität“ werden klassisch die besonders kleinen runden Perlgraupen angesehen.

## Verwendung

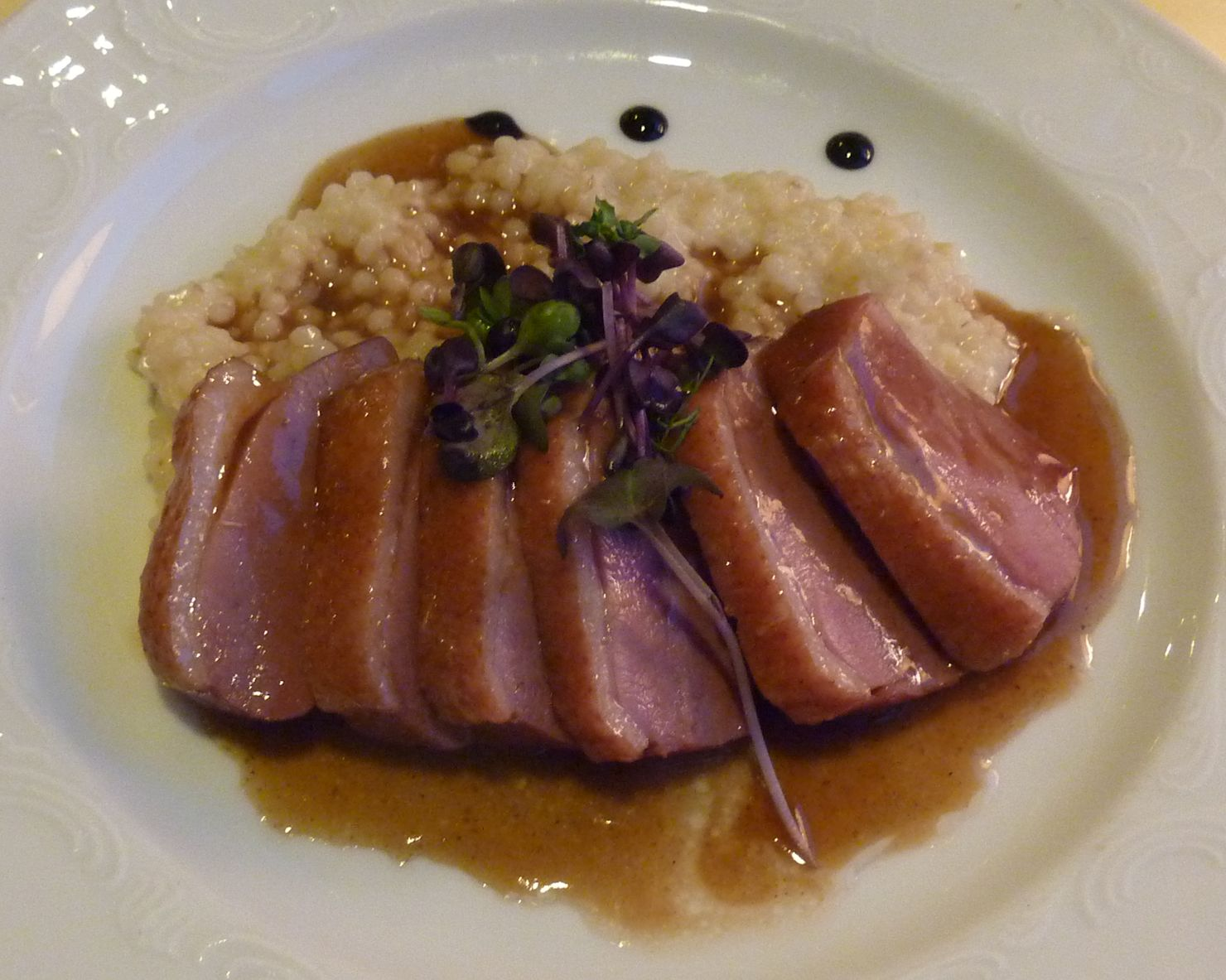
Barbarie-Entenbrust und Graupen

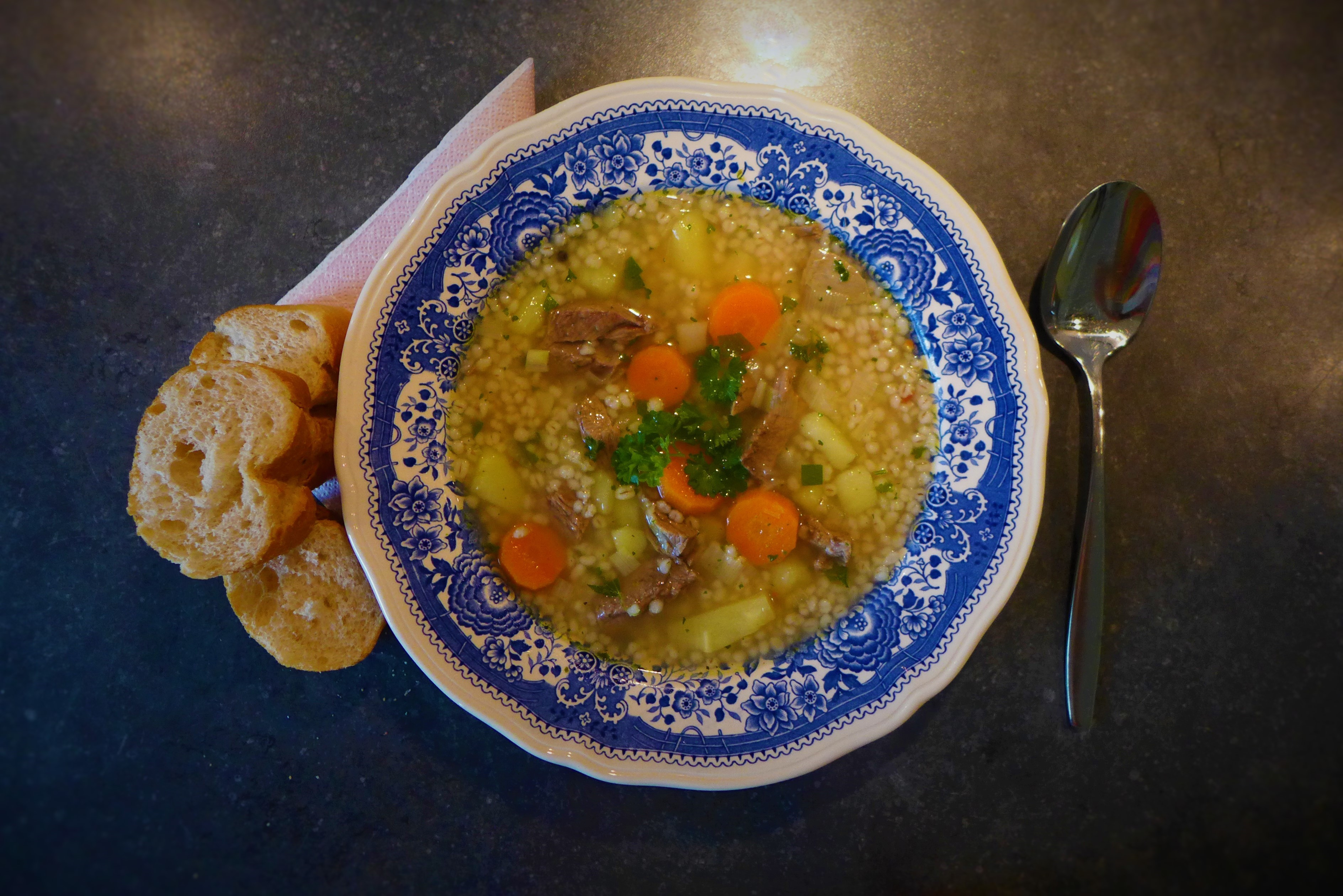
Gerstengraupensuppe mit Rindfleischeinlage, Kartoffeln und Suppengemüse

Graupen werden vor allem als sättigende Einlage für Suppen und Eintöpfe verwendet. Beispiele sind Gerstensuppe und Rumfordsuppe, teilweise auch als Zutat für Kochwürste, Süßspeisen und Schleimsuppen.
Graupensuppe ist ein klassischer Eintopf. Dafür werden Graupen in Wasser gekocht und anschließend in Brühe mit Suppengrün, Fleisch, Wurst oder Käse zubereitet. Ein traditionelles slowenisches Gericht sind „Unterkrainer Kugeln mit Schweinskopf“.
In der polnischen und russischen Küche werden Graupen auch als Beilage genutzt, wie in der deutschen Küche Reis.
In der Nachkriegszeit waren Graupen in Westdeutschland unbeliebt und wurden auf den Speiseplänen durch Nudeln abgelöst.
Im Mittelalter wurden insbesondere die Graupen von Dinkel und Emmer mit Candarusum bezeichnet.